# 自由国民党
自由国民党，黎巴嫩政党，成立于1958年9月。自由国民党成员大部分是基督教徒。现任主席杜里·夏蒙（Dory Chamoun），为该党创始人卡密拉·夏蒙之子。